# Neobisium mirkaci
Espèce
Neobisium mirkaci est une espèce de pseudoscorpions de la famille des Neobisiidae.

## Distribution
Cette espèce est endémique de Croatie. Elle se rencontre à Gornja Nugla dans la grotte Majhavlje Pit.

## Description
Le mâle holotype mesure 4,75 mm et la femelle paratype 5,29 mm. Ce pseudoscorpion est anophtalme.

## Étymologie
Cette espèce est nommée en l'honneur de Matej Mirkac.

## Publication originale
- Ćurčić, Radja, Dimitrijević, Ćurčić & Milinčić, 2010 : A new Troglobitic pseudoscorpion (Pseudoscorpiones, Neobisiidae) from Istria, Croatia. Archives of Biological Sciences, vol. 62, no 4, p. 1245-1250.